# Рада Національного банку України
Рада Національного банку України — вищий орган управління Національного банку України. Стаття 100 Конституції України визначає, що Рада Національного банку України розробляє основні засади грошово-кредитної політики та здійснює контроль за її проведенням.
У своїй діяльності Рада керується Законом України «Про Національний банк України».

## Завдання та повноваження Ради НБУ
Головним завданням Ради є розробка та контроль здійснення Основних засад грошово-кредитної політики, що ґрунтуються на ключових критеріях і макроекономічних показниках загальнодержавної програми економічного розвитку та Основних параметрах економічного та соціального розвитку України на відповідний період, які включають прогнозні показники обсягу валового внутрішнього продукту, рівня інфляції, розміру дефіциту державного бюджету та джерел його покриття, платіжного та торговельного балансів країни.
Рада НБУ не має права втручатися в оперативну діяльність Правління НБУ.
Іншими функціями Ради НБУ є:
- аналіз впливу грошово-кредитної політики на стан соціально-економічного розвитку країни;
- затвердження кошторису доходів та витрат НБУ;
- визначення аудиторської компанії для проведення зовнішньої аудиторської перевірки НБУ;
- розгляд аудиторського висновку та затвердження бухгалтерського балансу НБУ;
- розподіл прибутку НБУ за звітний бюджетний рік;
- оцінка діяльності Правління НБУ тощо.

### Формування складу Ради НБУ
До складу Ради Національного банку входять члени Ради Національного банку, призначені Верховною Радою України та Президентом України. Верховна Рада України призначає чотирьох членів Ради Національного банку шляхом прийняття відповідної постанови. Президент України призначає чотирьох членів Ради Національного банку шляхом видання відповідного указу. Голова Національного банку, який призначається на посаду Верховною Радою України за поданням Президента України, входить до складу Ради Національного банку за посадою (ст.10. Закону України «Про Національний банк України»).

## Чинний склад Ради НБУ
Український парламент затвердив чотирьох членів Ради Національного банку Постановою № 1440 від 7 липня 2016 р.:
- Василя Горбаля — на 7 років.

Президент України Петро Порошенко призначив двох членів Ради НБУ (відповідний Указ Президента України № 470/2016 від 24 жовтня 2016 р.):
- Богдана Данилишина — строком 7 років (звільнений згідно Указу Президента України № 707/2023 від 24 жовтня 2023 р.)[3][4].

Крім того, членами Ради НБУ є:
- Пишний Андрій Григорович
- Барсуков Анатолій Зіновійович
- Веремій Ігор Григорович
- Фурман Василь Миколайович
- Щербакова Олена Анатоліївна

На засіданні 14 листопада 2019 року члени Ради НБУ обрали повторно Головою Б. Данилишина, його заступником став Василь Фурман.
Повноваження Голови та заступника Голови Ради закінчились 14 листопада 2022 року. 